# Team SD Worx/2021
Deze pagina geeft een overzicht van de vrouwenwielerploeg Team SD Worx in 2021.

## Algemeen

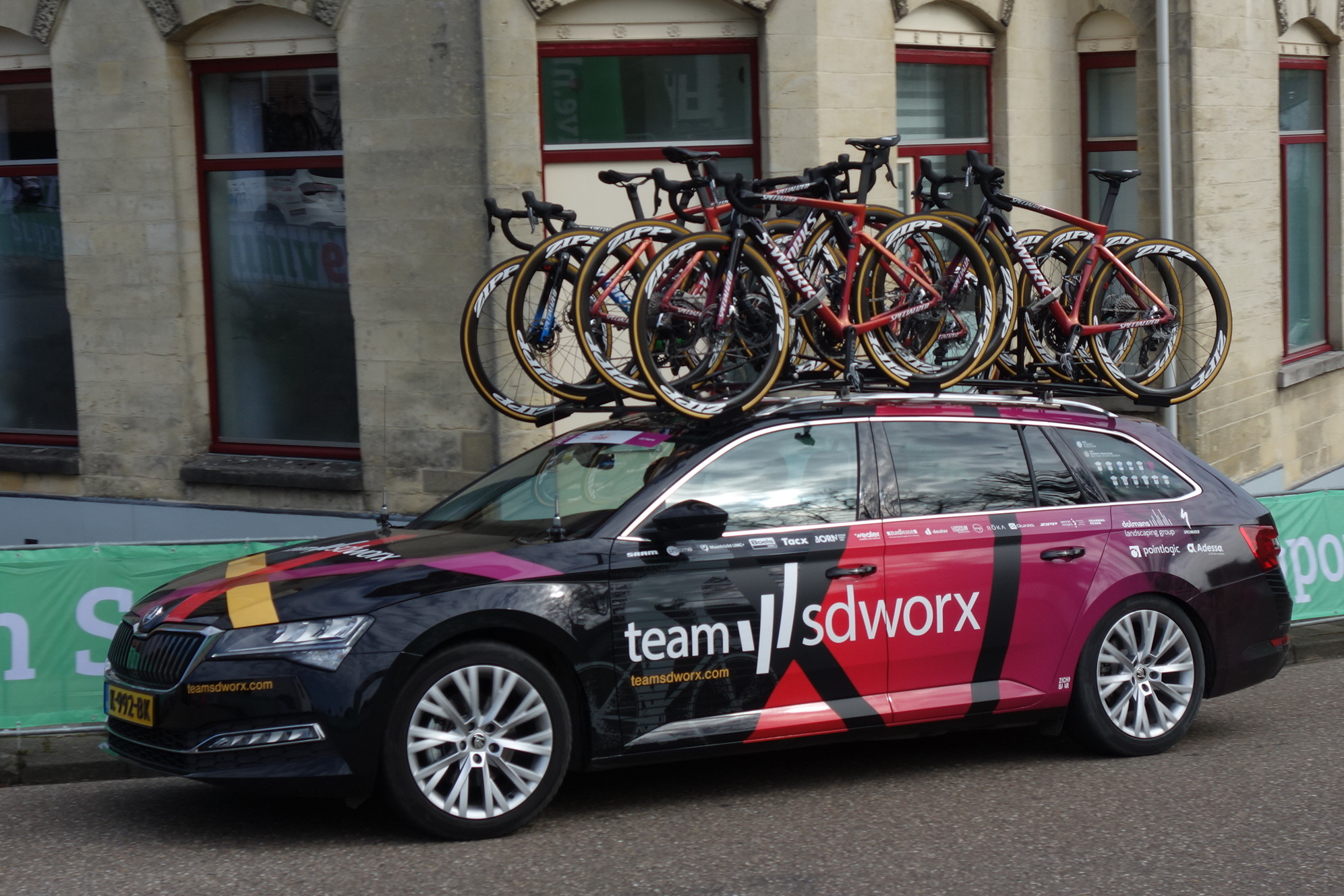
Ploegauto in de Amstel Gold Race 2021.

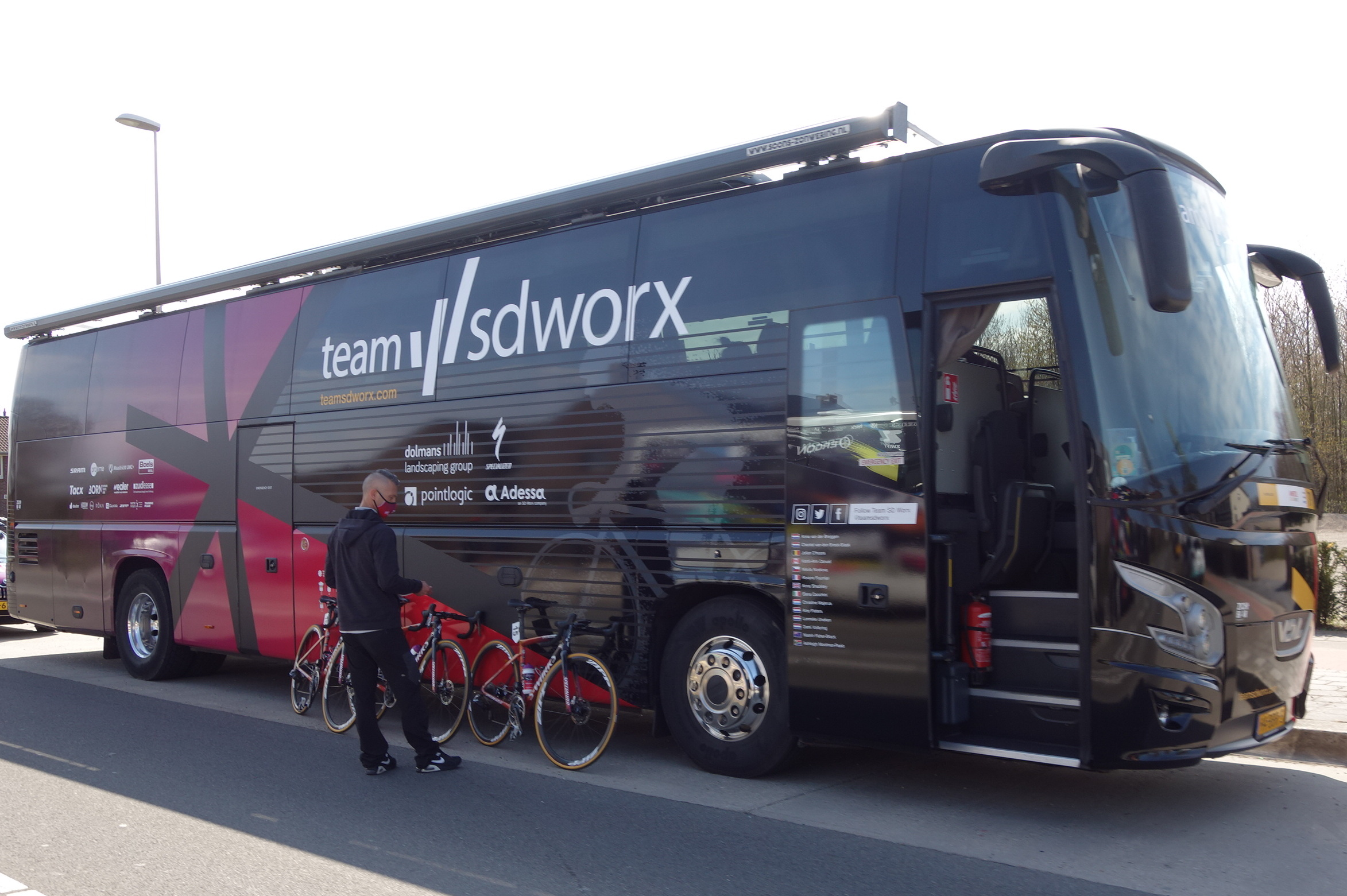
Toerbus in de Amstel Gold Race 2021.

Algemeen manager: Erwin Janssen
Ploegleiders: John Seehafer, Bram Sevens, Danny Stam
Fietsmerk: Specialized

## Rensters
| Naam                   | Geboortedatum | Nationaliteit       | Ploeg 2020              |
| ---------------------- | ------------- | ------------------- | ----------------------- |
| Chantal Blaak          | 22-09-1989    | Nederland           |                         |
| Anna van der Breggen   | 18-04-1990    | Nederland           |                         |
| Karol-Ann Canuel       | 18-04-1988    | Canada              |                         |
| Elena Cecchini         | 25-05-1992    | Italië              | Canyon-SRAM             |
| Jolien D'Hoore         | 14-03-1990    | België              |                         |
| Niamh Fisher-Black     | 12-08-2000    | Nieuw-Zeeland       | Paule Ka                |
| Roxane Fournier        | 07-11-1991    | Frankrijk           | Cronos-Casa Dorada      |
| Christine Majerus      | 25-02-1987    | Luxemburg           |                         |
| Ashleigh Moolman-Pasio | 09-12-1985    | Zuid-Afrika         | CCC-Liv                 |
| Nikola Nosková         | 01-07-1997    | Tsjechië            | Paule Ka                |
| Amy Pieters            | 01-06-1991    | Nederland           |                         |
| Anna Shackley          | 17-05-2001    | Verenigd Koninkrijk | Neo                     |
| Lonneke Uneken         | 02-03-2000    | Nederland           |                         |
| Kata Blanka Vas *      | 03-09-2001    | Hongarije           | Doltcini-Van Eyck Sport |
| Demi Vollering         | 15-11-1996    | Nederland           | Parkhotel Valkenburg    |

* Kata Blanka Vas vanaf 1 juni 2021

### Vertrokken
| Naam              | Geboortedatum | Nationaliteit    | Ploeg 2021       |
| ----------------- | ------------- | ---------------- | ---------------- |
| Jip van den Bos   | 12-04-1996    | Nederland        | Team Jumbo-Visma |
| Eva Buurman       | 07-09-1994    | Nederland        | Team Tibco       |
| Amalie Dideriksen | 24-05-1996    | Denemarken       | Trek-Segafredo   |
| Katie Hall        | 06-01-1987    | Verenigde Staten | gestopt          |
| Skylar Schneider  | 03-09-1998    | Verenigde Staten | n.n.b            |

## Overwinningen
| Kampioenschappen NK tijdrijden Hongarije: Kata Blanka Vas NK wegwedstrijd Hongarije: Kata Blanka Vas NK tijdrijden Luxemburg: Christine Majerus NK wegwedstrijd Luxemburg: Christine Majerus NK tijdrijden Nederland: Anna van der Breggen NK wegwedstrijd Nederland: Amy Pieters NK tijdrijden Tsjechië: Nikola Nosková NK tijdrijden Verenigd Koninkrijk (U23): Anna Shackley Omloop Het Nieuwsblad Anna van der Breggen Strade Bianche Chantal van den Broek-Blaak Healthy Ageing Tour 1e etappe: Jolien D'hoore 3e etappe: Lonneke Uneken Puntenklassement: Amy Pieters Ploegenklassement: *1) Nokere Koerse Amy Pieters Omloop van de Westhoek Christine Majerus | Waalse Pijl Anna van der Breggen Luik-Bastenaken-Luik Demi Vollering GP Ciudad de Eibar Anna van der Breggen Emakumeen Saria Anna van der Breggen Ronde van Burgos 4e etappe: Anna van der Breggen Eindklassement: Anna van der Breggen Puntenklassement: Anna van der Breggen Bergklassement: Anna van der Breggen Jongerenklassement: Niamh Fisher-Black Ploegenklassement: *2) Dwars door het Hageland Chantal van den Broek-Blaak La Course by Le Tour de France Demi Vollering | Ronde van Italië 2e etappe: Anna van der Breggen 4e etappe: Anna van der Breggen 9e etappe: Ashleigh Moolman-Pasio Eindklassement: Anna van der Breggen Puntenklassement: Anna van der Breggen Jongerenklassement: Niamh Fisher-Black Ploegenklassement: *3) Baloise Ladies Tour 3e etappe: Lonneke Uneken Ronde van Noorwegen Jongerenklassement: Niamh Fisher-Black Ploegenklassement: *4) Simac Ladies Tour 3e etappe: Lonneke Uneken Eindklassement: Chantal van den Broek-Blaak Ploegenklassement: *5) The Women's Tour 2e etappe: Amy Pieters 3e etappe: Demi Vollering Drentse Acht van Westerveld Chantal van den Broek-Blaak |

*1) Ploeg Healthy Ageing Tour: Canuel, D'hoore, Fournier, Majerus, Pieters, Uneken
*2) Ploeg Ronde van Burgos: Van der Breggen, Canuel, Fisher-Black, Moolman-Pasio, Shackley, Vollering
*3) Ploeg Ronde van Italië: Van der Breggen, Van den Broek-Blaak, Cecchini, Fisher-Black, Moolman-Pasio, Vollering
*4) Ploeg Ronde van Noorwegen: Cecchini, Fisher-Black, Fournier, Majerus, Moolman-Pasio, Shackley
*5) Ploeg Simac Ladies Tour: Van den Broek-Blaak, Cecchini, Majerus, Pieters, Uneken, Vollering
2010 · 2011 · 2012 · 2013 · 2014 · 2015 · 2016 · 2017 · 2018 · 2019 · 2020 · 2021 · 2022 · 2023 · 2024 · 2025
Alé BTC Ljubljana · Team BikeExchange · Canyon-SRAM · FDJ Nouvelle-Aquitaine Futuroscope ·  Liv Racing · Movistar Team · Team DSM · Team SD Worx · Trek-Segafredo